# Hraničná (Pomezí nad Ohří)

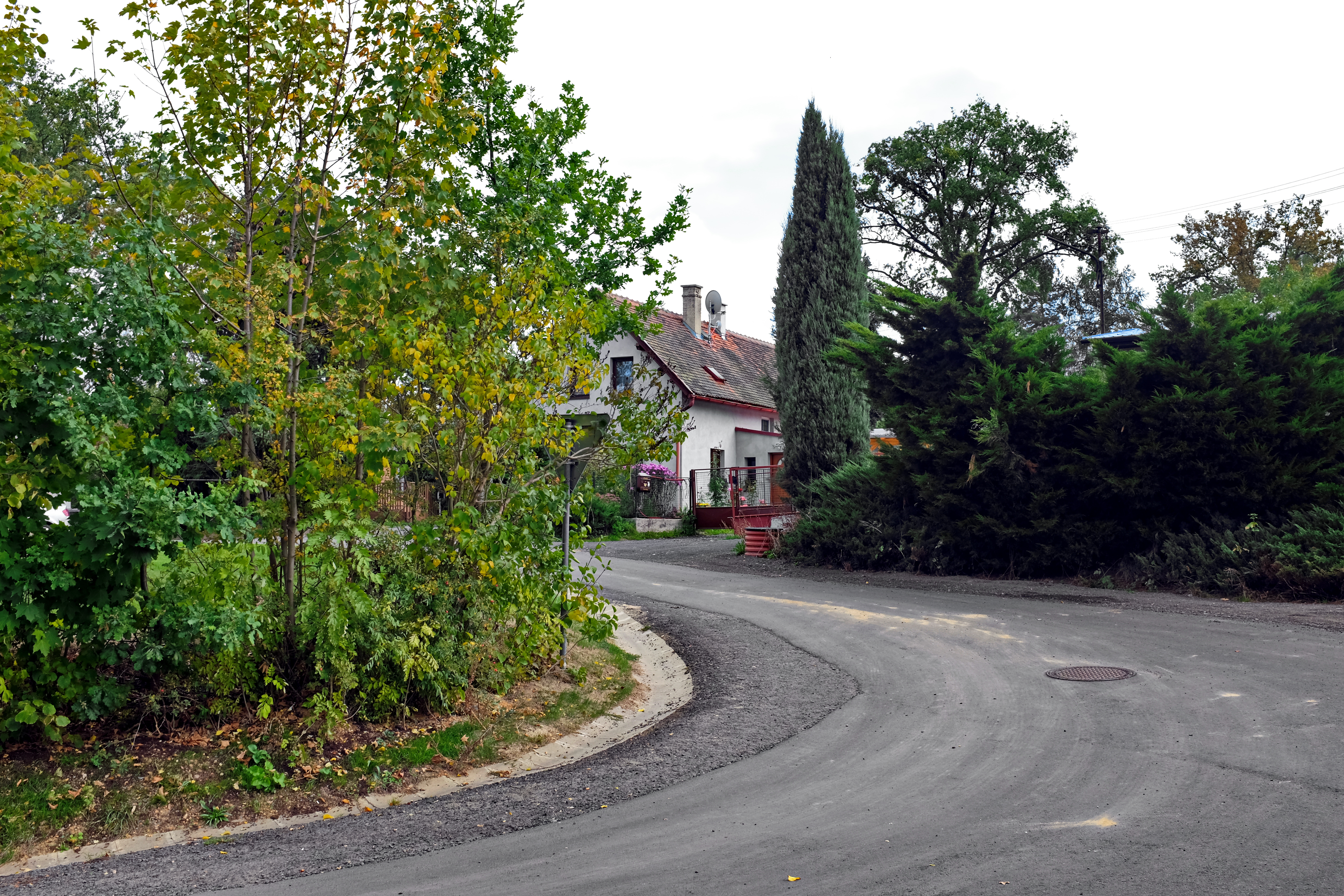
Hraničná

Hraničná, bis 1980 Dolní Hraničná (deutsch Unterkunreuth, auch Unter-Kunreuth) ist ein Ortsteil der Gemeinde Pomezí nad Ohří im Okres Cheb in Tschechien.

## Geographie

### Geographische Lage
Hraničná liegt einen halben Kilometer südlich von Pomezí nad Ohří am Rande des Naturparks Smrčiny am Abfall des Fichtelgebirges zum Egerbecken. Gegen Norden erstreckt sich das mit dem Stausee Skalka geflutete Egertal, im Westen bildet der Výhledský potok ein sanftes Tal. Südöstlich erhebt sich die Zelená hora (637 m), im Süden die U Bažantnice (568 m) und der Výhledy (656 m). Nördlich von Hraničná verläuft die Nürnberg–Cheb, die nächste Bahnstation Pomezí nad Ohří befindet sich anderthalb Kilometer nordwestlich des Dorfes. Anderthalb Kilometer westlich verläuft die Staatsgrenze zu Bayern.

### Ortsgliederung
Hraničná gliedert sich in die Ansiedlungen Horní Hraničná (Oberkunreuth) und Dolní Hraničná (Unterkunreuth). Der Ortsteil bildet den Katastralbezirk Dolní Hraničná.

### Nachbargemeinden
Nachbarorte sind Pomezí nad Ohří im Norden, Tůně und Lesní Mlýn im Nordosten, Skalka und Podhoří im Osten, Horní Pelhřimov und Dolní Pelhřimov im Südosten, Horní Hraničná, Pechtnersreuth und Münchenreuth im Süden, Seedorf, Arzberg und Schlottenhof im Südwesten, Oschwitz und Schirnding im Westen sowie Hohenberg an der Eger und Fischern im Nordwesten.

## Geschichte
Die erste schriftliche Erwähnung des Dorfes „Cunenrute“ erfolgte im Jahre 1249 als Besitz des Klosters Waldsassen. Zu Beginn des 14. Jahrhunderts entstand südlich eine weitere kleine Ansiedlung, die ab 1320 als Oberkunreuth nachweisbar ist. Ab 1376 wurde das Dorf als „Nidernkunenreut“ bezeichnet.
Nach der Aufhebung der Patrimonialherrschaften bildete Unterkunreuth (Dolní Kunreuth) ab 1850 einen Ortsteil der Gemeinde Mühlbach im Bezirk und Gerichtsbezirk Eger. Pfarrort war Mühlbach. Nach dem Münchner Abkommen wurde das Dorf 1938 dem Deutschen Reich zugeschlagen und gehörte bis 1945 zum Landkreis Eger. Nach dem Ende des Zweiten Weltkriegs kam das Dorf zur Tschechoslowakei zurück und die deutschsprachige Bevölkerung wurde vertrieben. 1952 wurde der Ort in Dolní Hraničná umbenannt. Die Kapelle wurde 1952 abgerissen. In den Jahren 1962 bis 1965 wurde nördlich des Dorfes die Eger gestaut. Die Talsperre Skalka diente zunächst der Trinkwasser- und Energieversorgung von Cheb. Nach der Fertigstellung der Talsperre Horka wurde der Stausee für Erholungszwecke freigegeben. Am 1. April 1976 wurde das Dorf nach Cheb eingemeindet. Im Jahre 1980 wurden die Cheber Ortsteile Horní Hraničná und Dolní Hraničná zum Ortsteil Hraničná vereinigt.
Seit dem 24. November 1990 ist Hraničná ein Ortsteil von Pomezí nad Ohří. Im Jahre 1991 hatte der Ortsteil 48 Einwohner, beim Zensus von 2001 lebten in den 8 Wohnhäusern von Hraničná 39 Personen.

## Kultur und Sehenswürdigkeiten
- Mehrere Sühnekreuze
- Stausee Skalka
- Bismarckturm auf der Zelená hora